# Iller (flod)
 For alternative betydninger, se Iller. (Se også artikler, som begynder med Iller)
Iller (Ilargus i antikken) er en flod, der løber i de tyske delstater Bayern og Baden-Württemberg. Den er en af Donaus bifloder fra højre med en længde på 147 km. Den har sit udspring nær Oberstdorf i Allgäu-regionen i Alperne, nær grænsen  til Østrig. Herfra løber den nordover og gennem byerne Sonthofen, Immenstadt og Kempten. Mellem Lautrach nær Memmingen og  Ulm danner floden grænse mellem de to tyske delstater Bayern og Baden-Württemberg på en strækning af omkring 50 km. Den munder ud i Donau i byen Ulm.
En cykelvej følger Iller, og floden er også populær for rafting og vandreture. 
Floden udnyttes også  til produktion vandkraft ved hjælp af otte vandkraftværker med en total kapacitet på 51 MW (1998).
47°25′38″N 10°16′26″Ø / 47.4273°N 10.274°Ø